# Yvain de Foix
Yvain de Foix (1357 - Paris, Hôtel Saint-Pol, 30 janvier 1393), est un fils bâtard de Gaston III de Foix-Béarn. Il est gravement brûlé lors du Bal des ardents, le 28 janvier 1393 et meurt quelques jours après, dans d'atroces souffrances.

## Biographie
Yvain de Foix, également connu sous le nom de Jean de Béarn, est le deuxième des quatre fils bâtards de Gaston III de Foix-Béarn  A ce jour, aucun document ne permet de connaitre la mère des enfants bâtards de Gaston III.
Ses trois frères bâtards sont :
- Bernard de Béarn (mort vers 1381), rejoint l'Espagne et devient le premier comte de Medinaceli par son mariage avec Isabel de la Cerda Pérez de Guzmán, dame de Huelva, Gibraleón et de Puerto de Santa María, et d'où descendent les actuels ducs de Medinaceli ;
- Peranudet de Béarn, mort jeune ;
- Garcia ou Gratien de Béarn (né en 1358), vicomte d'Ossau, époux d'Anne de Lavedan.

Il a, en outre, un autre frère, Gaston de Foix-Béarn (mort avant le 4 janvier 1381), seul fils légitime de Gaston Fébus, né de son mariage avec Agnès de Navarre (1334-1396), sœur cadette de Charles II de Navarre.
Si certaines sources laissent à penser que Gaston III voulait qu'Yvain lui succédât, malgré sa bâtardise avérée, l'héritage revient finalement à une branche cadette et légitime, en la personne de Mathieu de Foix-Castelbon (1374-1398), que déteste pourtant Gaston III. Mathieu sera un des trois exécuteurs testamentaires d'Yvain avec Vital de Castelmaurou (futur archevêque de Toulouse), Symon, prieur de la chartreuse de Vauvert.
Yvain de Foix mourut en 1393 et fut inhumé à la Chartreuse lez Paris, située hors de l'enceinte de Philippe-Auguste au lieu-dit Vauvert, en bordure de l'ancienne voie gallo-romaine dénommée chemin de Vanves et d'Issy (partie supprimée en 1617). De nos jours, l'ancienne Chartreuse se situerait de part et d'autre de la rue Auguste-Comte où elle occuperait une partie du secteur sud du Jardin du Luxembourg ainsi que le Jardin des Grands-Explorateurs Marco-Polo et Cavelier-de-la-Salle et s'étendrait au sud-ouest jusqu'à l'actuelle rue Notre-Dame-des-Champs.

## Sources
- Charles VI le roi fou de Françoise Autrand